# Consejo (Belice)
Consejo es un poblado de Belice, ubicado en el Distrito de Corozal. Consejo está localizada en la costa de la Bahía de Chetumal y se encuentra a 8 millas de Corozal, la capital del distrito, y a 3'7km , a través de la bahía, de Chetumal, México.
- Datos: Q5162807
- Multimedia: Consejo / Q5162807